# NGC 3859
NGC 3859 is een spiraalvormig sterrenstelsel in het sterrenbeeld Leeuw. Het hemelobject werd op 23 maart 1884 ontdekt door de Franse astronoom Édouard Jean-Marie Stephan.

## Synoniemen
- UGC 6721
- MCG 3-30-91
- ZWG 97.122
- IRAS 11423+1943
- PGC 36582